# Rolandas Paksas
Rolandas Paksas (født 10. juni 1956 i Telšiai, Žemaitija, Litauen, daværende USSR) er en litauisk politiker, der fra 2003 til 2004 var landets præsident, indtil han blev stillet for en rigsret som det første europæiske statsoverhoved. Paksas har har været leder af det højreorienterede nationalliberale parti "Orden og Retfærdighed" siden 2004 og siddet i Europa-Parlamentet siden 2009.
Paksas blev uddannet civilingeniør fra Vilnius Tekniske Universitet i 1979. Han arbejdede efterfølgende som pilotinstruktør frem til 1985, hvor han blev direktør for en flyveklub i Vilnius. I 1984 blev han uddannet ingeniørpilot fra Leningrads Luftfartsakademi. 1992-1997 var han direktør for entreprenørvirksomheden Restako.
Oprindeligt var Paksas medlem af Litauens Kommunistiske Parti og senere dettes efterfølger, Litauens Demokratiske Arbejderparti. I 1995 blev han imidlertid medlem af Fædrelandsunionen. I 1997 blev han valgt til Vilnius' byråd og blev efterfølgende valgt som byens borgmester. Han var desuden formand for sit partis afdeling i byen. Allerede i 1998 blev han nævnt som en mulig ny premierminister efter Gediminas Vagnorius. I 1998 blev Paksas i en undersøgelse offentliggjort i Lietuvos Rytas ranglistet som en af årets fem mest indflydelsesrige personer. 
I juni 1999 blev Paksas udpeget til premierminister, men trådte tilbage allerede efter fem måneder grundet uenighed om salget af det litauiske olieraffinaderi Mažeikių Nafta. Efter sin tilbagetræden blev han rådgiver for landets præsident. I april 2000 forlod han Fædrelandsunionen til fordel for Liberal Union og blev atter borgmester i Vilnius. Han blev atter premierminister i november 2000 og sad til juni 2001. I marts 2002 blev han formand for det nydannede Liberaldemokratiske Parti. 

## Præsident og rigsretssag
Han blev 5. januar 2003 valgt som præsident efter at have fået 54,9 procent af stemmerne i anden valgrunde. Han blev taget i ed 26. februar samme år. Han blev under sin embedsperiode beskyldt for at have forbindelser til den russiske mafia, men dette blev aldrig bevist. Angivelt forsøgte Paksas at afpresse nogle private virksomheder, bl.a. entreprenørvirksomheden Žemaitijos keliai, ved at lægge pres på ejerne. Samtidig kom det frem, at lederen af luftfartsselskabet Avia Baltika, Yuri Borisov, der havde finansieret Paksas' valgkamagne havde fået litauisk statsborgerskab efter dekret fra Paksas. Landets forfatningsdomstol kendte senere dette dekret for forfatningsstridigt. Paksas' forbindelser blev senere undersøgt af sikkerhedstjenesten. Parlamentet påbegyndte tidligt i 2004 en rigsretssag mod ham, og 31. marts 2004 vedtog parlamentet at fjerne ham fra sit embede. 
Paksas forsøgte at stille op til præsidentposten igen ved nyvalget, der blev afholdt 13. juni 2004. Forfatningsdomstolen vedtaog imidlertid 4. maj samme år et tillæg til valgloven, der fastslår, at en præsident ikke kan stille op til et offentligt embede hvis der har været anlagt en rigsretssag mod vedkommende. Paksas udtalte til dagbladet Kauno diena i oktober 2005, at han gerne vil være præsident igen – og at han var overbevist om at det ville ske. 
I 2005 sigtede en regional domstol i Vilnius Paksas for at have lækket klassificeret information (statshemmeligheder) under hans tid som præsident. Informationerne havde han angiveligt lækket til Borisov. Han blev fundet skyldig i anklagerne, men var allerede blevet fjernet fra embedet og fik dermed ingen straf, idet han som forhenværende præsident ikke længere udgjorde en fare for statens sikkerhed. Paksas ankede dommen til landets højesteret og hævdede, at der ikke var nogle beviser for at han havde lækket statshemmeligheder. Højesteret frikendte Paksas. 
Rolandas Paksas nyder trods kontroverserne stadig betydelig støtte fra brede dele af befolkningen. 